# Andrés Mir
Andrés Mir Bel  (nacido el 25 de enero de 1987 en Zaragoza, Aragón  ) es un jugador de hockey sobre hierba español. Disputó los Juegos Olímpicos de Londres 2012 y los de  Río de Janeiro 2016 con España, obteniendo un sexto y  quinto puesto, respectivamente.

## Participaciones en Juegos Olímpicos
- Londres 2012, puesto 6.
- Río de Janeiro 2016, puesto 5.